# Zabójcza B.R.Oń
Zabójcza B.R.Oń – mixtape rapera B.R.O i DJ-a Tuniziano. Wydawnictwo ukazało się 29 listopada 2012 roku nakładem wytwórni muzycznej Wielkie Joł.
Nagrania były promowane teledyskami do utworów „Zabójcza broń”, „Wake Up” i „Mów co chcesz”.

## Lista utworów
Opracowano na podstawie materiału źródłowego.
| 1. „Intro” 2. „To jest rap” (Tuniziano Blend) 3. „Każdy z nas” 4. „Dalej” (Tuniziano Blend) 5. „Po mimo wiatru” 6. „Nie odejdę stąd” (Tuniziano Blend) 7. „Wake Up” 8. „3 dni” (Tuniziano Blend) 9. „Zabójcza broń” (gościnnie: Tede, produkcja: Sir Michu) |  | 1. „Czysta brudna prawda” 2. „Z innej bajki” (Tuniziano Blend) 3. „Dotykamy gwiazd / Kupujcie polskie rap płyty” (Tuniziano Blend) 4. „Nie dam za wygraną” (Tuniziano Blend) 5. „Mów co chcesz” (Tuniziano Blend) 6. „Machine Gun” (Tuniziano Blend) 7. „Yoł & Yellow” 8. „Melo” (Tuniziano Blend) |